# Departamento Capital (Catamarca)
Das Departamento Capital liegt im Zentrum der Provinz Catamarca im Nordwesten Argentiniens und ist eine der 16 Verwaltungseinheiten der Provinz.
Es grenzt im Norden an das Departamento Ambato, im Osten an die Departamentos Fray Mamerto Esquiú und Valle Viejo und im Süden und Westen an das Departamento Capayán.
Die Hauptstadt des Departamento ist San Fernando del Valle de Catamarca.

## Bevölkerung
Nach Schätzungen des INDEC stieg die Zahl der Einwohner des Departamento Capital von 141.260 (2001) auf 160.646 Einwohner im Jahre 2005.

## Städte und Gemeinden
Das Departamento Capital ist in folgende Orte (Localidades) aufgeteilt:
- Barrio Bancario
- San Fernando del Valle de Catamarca
- El Pantanillo

Außerdem gibt es folgende Kleinstsiedlungen (Parajes):
| - Bajo Hondo - El Calvario - El Carrizal | - La Aguada - La Calera - La Sombrilla | - La Viñita - Loma Cortada - Pto. Fernández |